# Ianuarie 1987
Acest articol este generat integral pe baza informațiilor din articolul 1987 și este actualizat periodic de un robot.
 Editările făcute în articol vor fi șterse la următoarea actualizare! Dacă doriți să faceți modificări, editați articolul-sursă.

ianuarie -
februarie -
martie -
aprilie -
mai -
iunie -
iulie -
august -
septembrie -
octombrie -
noiembrie -
decembrie
Ianuarie 1987 a fost prima lună a anului și a început într-o zi de joi.

## Evenimente
- 3 ianuarie: Aretha Franklin a fost inclusă în „Rock and Roll Hall of Fame”, devenind astfel prima femeie din lume care a primit aceasta distincție.

## Nașteri
- 2 ianuarie: Pedro Celestino (Pedro Celestino Silva Soares), fotbalist portughez
- 2 ianuarie: Loïc Rémy, fotbalist francez (atacant)
- 3 ianuarie: Kim Ok-bin, actriță sud-coreeană
- 3 ianuarie: Leonidas Panagopoulos, fotbalist grec (portar)
- 4 ianuarie: Przemysław Tytoń, fotbalist polonez (portar)
- 5 ianuarie: Migjen Xhevat Basha, fotbalist albanez
- 5 ianuarie: Emilian Crețu, actor din R. Moldova
- 5 ianuarie: Ioan Mera, fotbalist român
- 6 ianuarie: Bongani Sandile Khumalo, fotbalist sud-african
- 7 ianuarie: Davide Astori, fotbalist italian (d. 2018)
- 7 ianuarie: Michael McGlinchey, fotbalist neozeelandez
- 7 ianuarie: Sirusho (n. Sirouhi Harutyunyan), cântăreață armeană
- 8 ianuarie: Monica Gabor, fotomodel român
- 9 ianuarie: Lucas Pezzini-Leiva, fotbalist brazilian
- 9 ianuarie: Anna Tatangelo, cântăreață italiană
- 10 ianuarie: César Cielo Filho, înotător brazilian
- 10 ianuarie: Vicente Guaita Panadero, fotbalist spaniol (portar)
- 11 ianuarie: Jamie Vardy, fotbalist englez (atacant)
- 12 ianuarie: Naya Marie Rivera, actriță și cântăreață americană (d. 2020)
- 12 ianuarie: Salvatore Sirigu, fotbalist italian (portar)
- 13 ianuarie: Floarea Leonida, sportivă română (gimnastică artistică)
- 13 ianuarie: Alexandru Pliușchin, ciclist din R. Moldova
- 15 ianuarie: Kelly Kelly (Barbara Jean Blank), fotomodel american
- 16 ianuarie: Ionuț Justinian Larie, fotbalist român
- 17 ianuarie: Janar Duğalova, cântăreață kazahă
- 17 ianuarie: Oleksandr Usyk (Oleksandr Oleksandrovych Usyk ), pugilist profesionist ucrainean
- 18 ianuarie: Johan Djourou (Johan Danon Djourou-Gbadjere), fotbalist elvețian
- 19 ianuarie: Henrique de Jesus Bernardo, fotbalist brazilian (atacant)
- 19 ianuarie: Ricardo Pedriel Suárez, fotbalist bolivian (atacant)
- 20 ianuarie: Evan Peters, actor american
- 20 ianuarie: Robert Farah, jucător de tenis columbian
- 20 ianuarie: Denis Ilescu, fotbalist moldovean
- 20 ianuarie: Jelena Grubišić, handbalistă croată
- 21 ianuarie: Andrei Cojocari, fotbalist din R. Moldova
- 22 ianuarie: Ciprian Suciu, fotbalist român (atacant)
- 23 ianuarie: Andrea (Teodora Rumenova Andreeva), cântăreață bulgară
- 23 ianuarie: Brwa Nuri, fotbalist suedez
- 23 ianuarie: Wesley Thomas (Wesley Alexander Nevada Thomas), fotbalist britanic (atacant)
- 23 ianuarie: Broa Nuri, fotbalist suedez
- 23 ianuarie: Andrea, cântăreață bulgară
- 24 ianuarie: Luis Alberto Suárez Diaz, fotbalist uruguayan (atacant)
- 24 ianuarie: Luis Alberto Suárez, fotbalist uruguayan
- 26 ianuarie: Sebastian Giovinco, fotbalist italian (atacant)
- 26 ianuarie: Gojko Kačar, fotbalist sârb
- 27 ianuarie: Denis Glușakov, fotbalist rus
- 29 ianuarie: Sergiu Toma, judocan din R. Moldova și Emiratele Arabe Unite
- 30 ianuarie: Phil Lester, youTuber și prezentator englez
- 30 ianuarie: Becky Lynch, wrestleriță irlandeză
- 30 ianuarie: Arda Turan, fotbalist turc
- 31 ianuarie: Victor Ortiz, boxer american

## Decese
- 5 ianuarie: Margaret Laurence, 60 ani, scriitoare canadiană (n. 1926)
- 7 ianuarie: Costică Acsinte (n. Constantin Axinte), 89 ani, fotograf român (n. 1897)
- 15 ianuarie: Ray Bolger, actor american (n. 1904)
- 19 ianuarie: Veniamin Levich, fizician ucrainean (n. 1917)
- 22 ianuarie: Georges Buchard, 93 ani, scrimer olimpic francez (n. 1893)
- 29 ianuarie: Hiroaki Zakoji, 29 ani, pianist japonez (n. 1958)
- 31 ianuarie: Nicolae Velea, 50 ani, prozator și povestitor român (n. 1936)